# Cephalosphaera pallidifemoralis
Cephalosphaera pallidifemoralis är en tvåvingeart som först beskrevs av Hardy 1952.  Cephalosphaera pallidifemoralis ingår i släktet Cephalosphaera och familjen ögonflugor.
Artens utbredningsområde är Kongo. Inga underarter finns listade i Catalogue of Life.